# Heimatmuseum Nienhagen

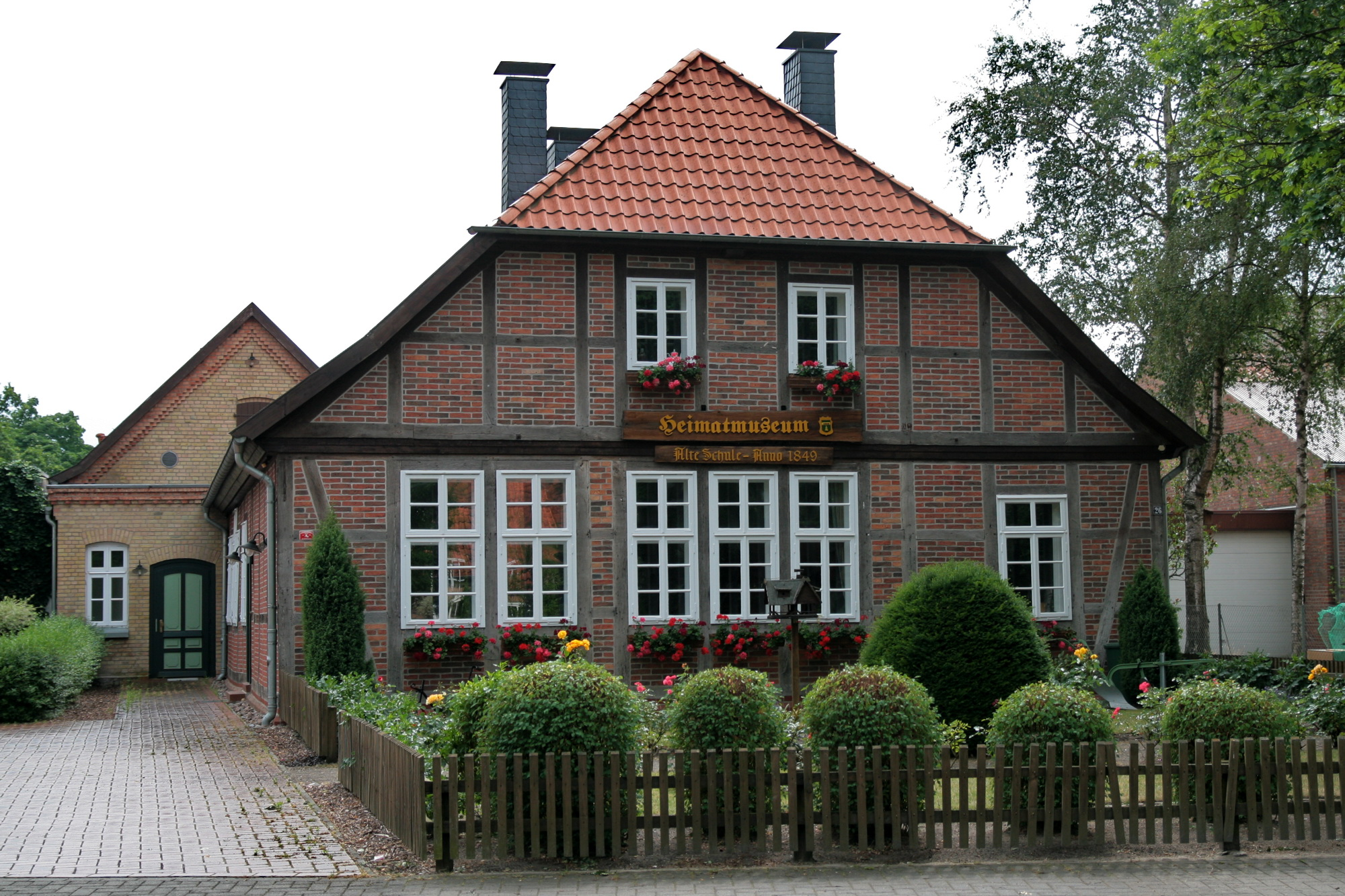
Heimatmuseum

Das Heimatmuseum Nienhagen ist ein Heimatmuseum in Nienhagen im Landkreis Celle (Niedersachsen). Es ist in der 1849 erbauten Alten Dorfschule untergebracht und wird vom Heimatverein Nienhagen betrieben.
Neben Ausstellungen zur Schule, einer Waschküche, einer Webstube und von Textilien sowie einer Küche wird in einem Raum die Geschichte der Erdölförderung in Nienhagen behandelt. Neben einem Dorfmodell Nienhagens und seines Ölfeldes um 1938 sind Bücher, Bilder, Fotos und Gerätschaften zum Thema ausgestellt. Im Ort ist ein alter Erdölförderturm von 1935 zu besichtigen, der ebenfalls vom Heimatverein betreut wird.